# São Vicente de Minas
São Vicente de Minas är en kommun i Brasilien.   Den ligger i delstaten Minas Gerais, i den sydöstra delen av landet, 700 km sydost om huvudstaden Brasília. Antalet invånare är 7 008.
Omgivningarna runt São Vicente de Minas är huvudsakligen savann. Runt São Vicente de Minas är det glesbefolkat, med 11 invånare per kvadratkilometer.